# Michael Bay

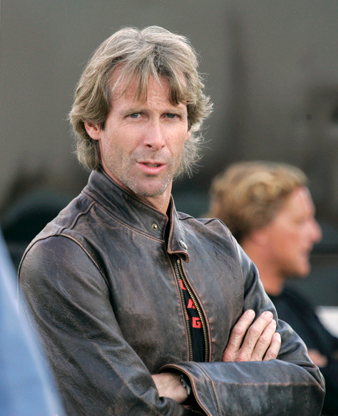
Michael Bay (2006)

Michael Benjamin Bay (* 17. Februar 1965 in Los Angeles, Kalifornien) ist ein US-amerikanischer Regisseur, Filmproduzent, Schauspieler und Kameraoperateur, der sich vor allem auf Actionfilme spezialisiert hat.

## Leben
Michael Bay wuchs wie seine jüngere Schwester im Westwood District von Los Angeles als adoptiertes Kind einer Kinderpsychiaterin und Buchhändlerin und eines Wirtschaftsprüfers auf. Im Alter von 20 Jahren traf er seine leibliche Mutter, von seinem Vater heißt es, er käme aus der Filmbranche. Bay berichtet, seine Mutter habe John Frankenheimer als seinen Vater benannt, der die Vaterschaft aber bestritt.
Seine Ausbildung absolvierte Bay zunächst an der Wesleyan University in Connecticut. Nach einer Ablehnung in einem angesehenen Filmstudiengang studierte er an Pasadenas Art Center College of Design. Michael Bay begann seine Karriere im Filmgeschäft 1984, nachdem er eine Persiflage auf eine Cola-Werbung gedreht hatte. Er machte sich zunächst als Regisseur von Musikvideos für Künstler wie Aerosmith, Tina Turner, Meat Loaf und die Divinyls einen Namen und wurde für einige MTV-Awards nominiert. In der Werbebranche inszenierte er mehrfach preisgekrönte Clips, unter anderem für namhafte Automobilfirmen, kalifornische Milch und Levi’s.
Jerry Bruckheimer und Don Simpson holten Bay Mitte der 1990er Jahre für den Film Bad Boys – Harte Jungs ins Filmgeschäft. Der Actionfilm mit Will Smith und Martin Lawrence wurde ein großer Kassenerfolg und bedeutete für Smith den Durchbruch in seiner Karriere. Bruckheimer und Bay blieben auch bei weiteren Filmen wie The Rock – Fels der Entscheidung (1996), Armageddon (1998) oder Pearl Harbor (2001) ein Team, lediglich Die Insel (2005) hat Bay ohne dessen Beteiligung gedreht.
Mit seiner 2003 gemeinsam mit Brad Fuller und Andrew Form gegründeten Produktionsfirma Platinum Dunes produzierte er zunächst Neuverfilmungen von Horrorklassikern. So entstand unter anderem mit Michael Bay’s Texas Chainsaw Massacre (2003) die Neuverfilmung des Horrorklassikers The Texas Chainsaw Massacre, 2005 die Neuverfilmung von Amityville Horror sowie 2006 das Prequel Texas Chainsaw Massacre: The Beginning und das Remake The Hitcher. Des Weiteren produzierte er die Neuverfilmung des Horrorklassikers Nightmare on Elm Street (dt.: Nightmare – Mörderische Träume) aus dem Jahr 1984 mit Robert Englund als Freddy Krueger, wobei im gleichnamigen Remake Jackie Earle Haley die Hauptrolle übernimmt.

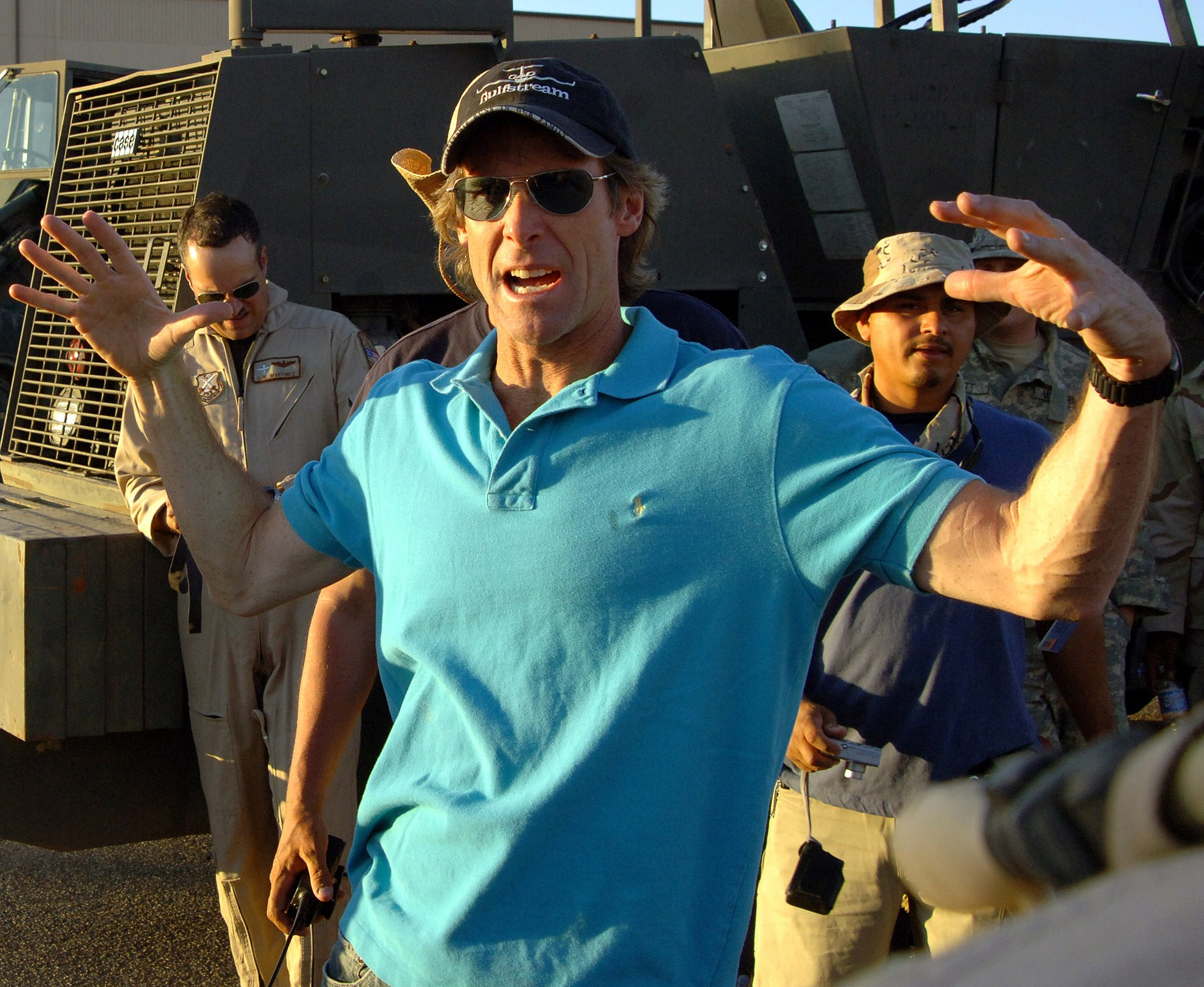
Michael Bay (2006)

2007 übernahm Bay die Regie für den Actionfilm Transformers. Auch für dessen Fortsetzungen Transformers – Die Rache (2009), Transformers 3 (2011), Transformers: Ära des Untergangs (2014) sowie Transformers: The Last Knight (2017) zeichnete er verantwortlich. Für das Spin-off Bumblebee (2018) verblieb er nur noch als Produzent. Für Netflix inszenierte Bay den 2019 veröffentlichten, rund 150 Millionen US-Dollar teuren Actionfilm 6 Underground.
Für die Realverfilmung der Computerspielreihe Prince of Persia, die im Mai 2010 in die deutschen Kinos kam, war Bay ebenfalls vorgesehen. Die Rolle wurde aber aus Zeitmangel von Mike Newell übernommen.
2025 legte Bay mit We Are Storror seinen ersten Dokumentarfilm vor.

## Rezeption
Besonders die frühen Bay-Filme stoßen bei Filmkritikern häufig auf Ablehnung, vor allem auch wegen Bays Ursprüngen als Regisseur von Werbeclips und Musikvideos. So würden sie die Handlung vernachlässigen, den Zuschauer vermehrt optischen und akustischen Reizen aussetzen und den Schwerpunkt zu sehr auf Action-Sequenzen setzen. Beispielhaft kann hier der Film The Rock aufgeführt werden. Das Lexikon des internationalen Films bescheinigte dem Film „gleichförmige Materialschlachten“ und eine „berechnende Videoclip-Ästhetik“, während Thomas Groh von der Filmzentrale „vulgärstmögliches Wissenschaftsbla“, eine „reißerische Geschichte“ und „zweidimensionale Figuren“ kritisiert.
Jeanine Basinger ist Professorin für Filmstudien an der Wesleyan University, die den 18-jährigen Bay kennengelernt hatte. Sie schrieb ein Essay über Bay und dessen Film Armageddon, das die frühen Filme Bays (Pearl Harbor, Armageddon, The Rock) charakterisiert.

„Armageddon ist ein perfektes Beispiel dafür, wie Bay seine Geschichten mit der Devise ‚Keine Gefangenen‘ erzählt. Auf diese Weise zeigt er Vertrauen in sein Publikum, Dinge selbst zu schlussfolgern. Eine seiner Stärken ist ein Maximum an makellosen Darstellungen, welche die unumgängliche Pseudowissenschaft hinter den Filmen überblendet. Ja, da muss der Zuschauer viel verarbeiten. Ja, es wechselt schnell von Ort zu Ort, Person zu Person und Ereignis zu Ereignis. Aber es ist niemals verwirrend, niemals langweilig und nicht weniger als eine brillante Mischung von dem, was Filme tun sollen: Eine gute Geschichte erzählen, Figuren durch aktive Ereignisse beschreiben, eine emotionale Reaktion des Publikums hervorrufen und einfach und direkt unterhalten, ohne großartigen Anspruch.“

Bay war für die Filme Armageddon und Pearl Harbor für die Goldene Himbeere als Schlechtester Regisseur nominiert und sah die Vorwürfe zunächst gelassen:

„Ich mache Filme für Jungs im Teenageralter. Oh je, was für ein Verbrechen.“

## Filmografie

### Regie

#### Spielfilme
- 1995: Bad Boys – Harte Jungs (Bad Boys)
- 1996: The Rock – Fels der Entscheidung (The Rock)
- 1998: Armageddon – Das jüngste Gericht (Armageddon)
- 2001: Pearl Harbor
- 2003: Bad Boys II
- 2005: Die Insel (The Island)
- 2007: Transformers
- 2009: Transformers – Die Rache (Transformers: Revenge of the Fallen)
- 2011: Transformers 3 (Transformers: Dark of the Moon)
- 2013: Pain & Gain
- 2014: Transformers: Ära des Untergangs (Transformers: Age of Extinction)
- 2016: 13 Hours: The Secret Soldiers of Benghazi
- 2017: Transformers: The Last Knight
- 2019: 6 Underground
- 2022: Ambulance

#### Musikvideos
- 1990: Up All Night, Slaughter
- 1991: I Touch Myself, Divinyls
- 1992: Love Thing, Tina Turner
- 1992: Do It to Me, Lionel Richie
- 1992: You Won’t See Me Cry, Wilson Phillips
- 1993: I’d Do Anything for Love (But I Won’t Do That), Meat Loaf
- 1994: Rock ’n’ Roll Dreams Come Through, Meat Loaf
- 1994: Objects in the Rear View Mirror May Appear Closer Than They Are, Meat Loaf
- 1997: Falling in Love (Is Hard on the Knees), Aerosmith
- 2001: There You’ll Be, Faith Hill

#### Dokumentarfilme
- 2025: We Are Storror

### Produzent
- 1998: Armageddon – Das jüngste Gericht (Armageddon)
- 2001: Pearl Harbor
- 2003: Michael Bay’s Texas Chainsaw Massacre (The Texas Chainsaw Massacre)
- 2005: Amityville Horror – Eine wahre Geschichte (The Amityville Horror)
- 2005: Die Insel (The Island)
- 2006: Texas Chainsaw Massacre: The Beginning
- 2007: The Hitcher
- 2009: Freitag der 13. (Friday the 13th)
- 2009: The Unborn
- 2009: Horsemen
- 2010: A Nightmare on Elm Street
- 2011: Ich bin Nummer Vier (I Am Number Four)
- 2013: Pain & Gain
- 2013: The Purge – Die Säuberung (The Purge)
- 2014–2017: Black Sails (Fernsehserie, Executive Producer)
- 2014–2018: The Last Ship (Fernsehserie, Executive Producer)
- 2014: The Purge: Anarchy
- 2014: Teenage Mutant Ninja Turtles
- 2014: Ouija – Spiel nicht mit dem Teufel (Ouija)
- 2015: Project Almanac
- 2016: 13 Hours: The Secret Soldiers of Benghazi
- 2016: Teenage Mutant Ninja Turtles: Out of the Shadows
- 2016: The Purge: Election Year
- 2018: A Quiet Place
- 2018: The First Purge
- 2018: Bumblebee
- 2018–2023: Tom Clancy’s Jack Ryan (Fernsehserie, Executive Producer)
- 2020: A Quiet Place 2 (A Quiet Place: Part II)
- 2020: Songbird
- 2021: The Forever Purge
- 2023: Transformers: Aufstieg der Bestien (Transformers: Rise of the Beasts)
- 2024: A Quiet Place: Tag Eins (A Quiet Place: Day One)
- 2024: Apartment 7A
- 2025: Drop – Tödliches Date (Drop)
- 2025: We Are Storror

### Schauspieler
- 1986: Miami Vice (Fernsehserie, eine Folge)
- 1986: Vengeance: The Story of Tony Cimo (Fernsehfilm)
- 1998: Armageddon – Das jüngste Gericht (Armageddon)
- 1999: Mystery Men
- 2000: Coyote Ugly
- 2001: Double Down
- 2003: Bad Boys II
- 2007: Transformers
- 2013: The Neighbors (Fernsehserie, eine Folge)
- 2014: Transformers: Ära des Untergangs (Transformers: Age of Extinction)
- 2019: 6 Underground (Stimme)
- 2020: Bad Boys for Life
- 2024: Bad Boys: Ride or Die

## Auszeichnungen

### Anerkennende Filmpreise
- 1999: Saturn Award: Gewinner Beste Regie für Armageddon – Das jüngste Gericht
- 2002: World Stunt Awards: Gewinner Bester Actionfilm-Regisseur
- 2008: Motion Picture Sound Editors: Gewinner Filmmaker’s Award
- 2009: ShoWest Convention: Gewinner ShoWest Vanguard Award

### Negativauszeichnungen
Goldene Himbeere
- 1999: Nominierung: Schlechtester Film für Armageddon – Das jüngste Gericht
- 1999: Nominierung: Schlechteste Regie für Armageddon – Das jüngste Gericht
- 2002: Nominierung: Schlechtester Film für Pearl Harbor
- 2002: Nominierung: Schlechteste Neuverfilmung oder Fortsetzung für Pearl Harbor
- 2002: Nominierung: Schlechteste Regie für Pearl Harbor
- 2004: Nominierung: Schlechteste Neuverfilmung oder Fortsetzung für Michael Bay’s Texas Chainsaw Massacre
- 2007: Nominierung: Schlechtestes Prequel oder Fortsetzung für Texas Chainsaw Massacre: The Beginning
- 2010: Gewinner: Schlechteste Regie für Transformers – Die Rache
- 2012: Nominierung: Schlechteste Regie für Transformers 3
- 2015: Gewinner: Schlechteste Regie für Transformers: Ära des Untergangs
- 2018: Nominierung: Schlechteste Regie für Transformers: The Last Knight